# Liste der denkmalgeschützten Objekte in Nüziders
Die Liste der denkmalgeschützten Objekte in Nüziders enthält die 8 denkmalgeschützten, unbeweglichen Objekte der Gemeinde Nüziders im Bezirk Bludenz.

## Denkmäler
| Foto |                 | Denkmal                                                                                | Standort                                       | Beschreibung | Metadaten |
| ---- | --------------- | -------------------------------------------------------------------------------------- | ---------------------------------------------- | --- | --- |
| ja   | Datei hochladen | Burgruine Sonnenberg HERIS-ID: 33524 Objekt-ID: 31118                                  | nordöstlich Außerbach 16 Standort KG: Nüziders | Die Burg Sonnenberg, ehemals Sitz der gleichnamigen Grafschaft, wurde vor 1258 erbaut und 1473 zerstört. Die erhaltenen Teile der Nordmauer, der bergfriedartige Wohnturm und spärliche weitere Reste wurden in den 1930er Jahren gesichert und restauriert. | BDA-Hist.: Q1015522 Status: Bescheid Stand der BDA-Liste: 2025-06-30 Name: Burgruine Sonnenberg GstNr.: 328/1 Burgruine Sonnenberg                                        |
| ja   | Datei hochladen | Gasthaus zum Schwarzen Adler HERIS-ID: 33523 Objekt-ID: 31117                          | Grafenweg 2 Standort KG: Nüziders              | Der Steinmauerbau mit zwei Geschoßen und steilem Dach ist im Giebel mit 1744 bezeichnet. | BDA-Hist.: Q37952598 Status: Bescheid Stand der BDA-Liste: 2025-06-30 Name: Gasthaus zum Schwarzen Adler GstNr.: 447/1                                                    |
| ja   | Datei hochladen | Kapelle zu unserer Lieben Frau Mariä Heimsuchung HERIS-ID: 74863 Objekt-ID: 88309      | Laz Standort KG: Nüziders                      | Die Mariä-Heimsuchung-Kapelle in Nüziders, 1672 errichtet, hat einen rechteckigen Grundriss, an der Bergseite einen Chor mit Dreiachtelschluss, im Süden eine Sakristei und einen auf den First aufgesetzten Glockenturm mit Zwiebelhaube.                   | BDA-Hist.: Q1899583 Status: § 2a Stand der BDA-Liste: 2025-06-30 Name: Kapelle zu unserer Lieben Frau Mariä Heimsuchung GstNr.: .304/1 Mariä Heimsuchung, Nüziders        |
| ja   | Datei hochladen | Kirche hl. Vinerius HERIS-ID: 74875 Objekt-ID: 88322                                   | St. Vinerstraße 6a Standort KG: Nüziders       | Der romanische Rechteckbau mit Nordturm ist die älteste Kirche im gesamten Walgau. | BDA-Hist.: Q2527029 Status: § 2a Stand der BDA-Liste: 2025-06-30 Name: Kirche hl. Vinerius GstNr.: .150 Kirche hl. Vinerius, Nüziders                                     |
| ja   | Datei hochladen | Ansitz, Tschannhaus HERIS-ID: 33525 Objekt-ID: 31119                                   | St. Vinerstraße 10 Standort KG: Nüziders       | Das Tschannhaus war bereits im 14. und 15. Jahrhundert namengebender Sitz der Herren von St. Viner. So wie sich der zweigeschoßige Rechteckbau unter einem Satteldach heute zeigt, stammt er aus dem 17. Jahrhundert.                                        | BDA-Hist.: Q37952612 Status: § 57-Mandatsbescheid Stand der BDA-Liste: 2025-06-30 Name: Ansitz, Tschannhaus GstNr.: .144, .148 Nüziders Tschannhaus                       |
| ja   | Datei hochladen | Kath. Pfarrkirche hll. Viktor und Markus mit Friedhof HERIS-ID: 74857 Objekt-ID: 88303 | Waldburgstraße 1 Standort KG: Nüziders         | Die Kirche im Norden des Ortes steht in einem Friedhof. An das mächtige barocke Langhaus mit einer klassizistischen Fassade schließt ein gotischer Chor an. Langhaus und Chor stehen unter einem gemeinsamen Satteldach.                                     | BDA-Hist.: Q23008840 Status: § 2a Stand der BDA-Liste: 2025-06-30 Name: Kath. Pfarrkirche hll. Viktor und Markus mit Friedhof GstNr.: 441, .107, 444 Pfarrkirche Nüziders |
| ja   | Datei hochladen | Kriegerdenkmal HERIS-ID: 74858 Objekt-ID: 88304                                        | Standort KG: Nüziders                          | Der Nischenbau des Kriegerdenkmals nördlich der Pfarrkirche wurde im Jahr 1939 errichtet. | BDA-Hist.: Q38137149 Status: § 2a Stand der BDA-Liste: 2025-06-30 Name: Kriegerdenkmal GstNr.: 444, 441                                                                   |
| BW   | Datei hochladen | Prähistorische Höhensiedlung Rappenkopf HERIS-ID: 112494 Objekt-ID: 130689seit 2016    | Standort KG: Nüziders                          | Auf der Grenze zwischen den Gemeinden Ludesch und Nüziders wurden Spuren einer ausgedehnten bronzezeitlichen Besiedlung dokumentiert. Anmerkung: Gemeindeübergreifendes Objekt, vom BDA in Ludesch verortet.                                                 | BDA-Hist.: Q37831290 Status: Bescheid Stand der BDA-Liste: 2025-06-30 Name: Prähistorische Höhensiedlung Rappenkopf GstNr.: 1830/1, 3022/1                                |